# Francesco Maria De Luca
Francesco Maria De Luca (Ponticelli, 8 agosto 1754 – L'Aquila, 13 gennaio 1839) è stato un religioso e arcivescovo cattolico italiano.

## Biografia
Nacque da una nobile famiglia napoletana. Si fece francescano osservante e aggiunse al nome quello di Maria. Dopo che venne ordinato sacerdote, fu promosso subito all'ordine episcopale.
Fu eletto arcivescovo metropolita di Lanciano il 6 aprile 1818. Resse l'arcidiocesi per 21 anni, fino al gennaio 1839. Dal febbraio 1834 fu anche amministratore perpetuo della diocesi di Ortona. Lasciò in dono all'arcidiocesi di Lanciano splendidi paramenti liturgici, tra cui pianete, mitre, dalmatiche e un camice ottocentesco su cui fece attaccare un pizzo (rappresentante i Santi Apostoli) del XVI secolo.
Questo materiale, insieme a un grande arazzo ricamato con motivi a grottesche e candelabta e personaggi della mitologia classica, in onore dell'Incoronazione della Santa Vergine Maria del Ponte (13 settembre 1833), è conservato presso io Museo diocesano di Lanciano. Monsignor De Luca fece realizzare anche la sagrestia nuova presso la Basilica della Madonna del Ponte con decorazioni e stucchi classici. Oggi è ricordato con una lapide presso la stessa cattedrale di Lanciano.

## Genealogia episcopale
La genealogia episcopale è:
- Cardinale Scipione Rebiba
- Cardinale Giulio Antonio Santori
- Cardinale Girolamo Bernerio, O.P.
- Arcivescovo Galeazzo Sanvitale
- Cardinale Ludovico Ludovisi
- Cardinale Luigi Caetani
- Cardinale Ulderico Carpegna
- Cardinale Paluzzo Paluzzi Altieri degli Albertoni
- Papa Benedetto XIII
- Papa Benedetto XIV
- Papa Clemente XIII
- Cardinale Bernardino Giraud
- Cardinale Alessandro Mattei
- Arcivescovo Francesco Maria De Luca, O.F.M.Obs.